# 谷村自熈
谷村 自熈（たにむら よりひろ、1751年 - 1816年8月2日（文化13年7月9日）は、江戸時代後期の土佐藩上士。谷村家の第4代当主。有楽流(織田貞置流)茶人・谷村自足の孫。無双直伝英信流第15代 谷村亀之丞自雄の父。板垣退助の外曾祖父。土佐藩居合道の達人。諱は初め「自熈(よりひろ) 」と称し、晩年になって「自猛(よりたけ)」と改めた。

## 来歴

### 生い立ち
土佐藩士（馬廻役・250石）谷村自貞(酒之丞)の嫡男として高知城下に生まれる。幼名は小金吾。前名は右衛門八。通称は久之丞。母は尾崎之孚(老之丞)の長女。
宝暦10年2月15日(1760年3月31日)、土佐藩主山内豊敷に惣領御目見え仰せ付けられる。
安永6年5月4日(1777年6月9日)、土佐藩主山内豊雍の時代、亡父谷村自貞の跡目を相違無く下し置かれ、但し、従来の250石の50石は御蔵米と記し置かれ候処を、この度、御詮議の上、知行250石御蔵米と分限帳に記してある様に仰せ付けられ、尤も200石は従来の通りに下し置かれた。
天明3年7月5日(1783年8月2日)、大御扈従を仰せ付けられる。
天明7年9月13日(1787年10月23日)、病身に付き、同役を差し免がれ、御馬廻役を仰せ付けられた。
寛政4年1月26日(1792年2月18日)、土佐藩主山内豊策の時代、当分、御火消し方御用を以て、同閏2月末日まで、御家中、町方ともに火用心廻り御番をせ付けられる。
同年閏2月29日(1792年4月20日)、同廻当番を来月中も其の儘ひき続き仰せ付けられる。
寛政5年1月21日(1793年3月3日)、御船奉行御物改格を仰せ付けられる。
寛政8年9月27日(1796年10月27日)、昨年、御先代様重き思し召しを以て御政事御改革を仰せ出され、当年にて御年限満に相成り候ところ、一同報意厚奉引き受け、出精相勤置き事などを、御満足に思し召され、金子五百疋を成し下された。
寛政11年7月11日(1799年8月11日)、当役を以て、柄弦御指物格を仰せ付けられ、御船倉役をこの度より、以前の通り兼勤。尤も仁井田御船倉役は交代勤めを仰せ付けられた。
享和元年8月6日(1801年9月13日)、逼塞。御支配御留守物改役を仰せ付けられる。
享和2年10月23日(1802年11月18日)、御馬廻組改役を仰せ付けられ、役領知150石を下し置かれた。
文化5年(1808年)、土佐藩主山内豊興の時代、奉願倹約入り。
文化10年8月10日(1813年9月4日)、土佐藩主山内豊範の時代、従来の役を差し免がれ役領知を除き、御馬廻役を仰せ付けられる。
文化11年(1814年)、一統倹約を明け置かれる。
文化13年7月9日(1816年8月2日)病死。法名は誓眞院釋廣德桂山居士。享年66歳。

## 家族

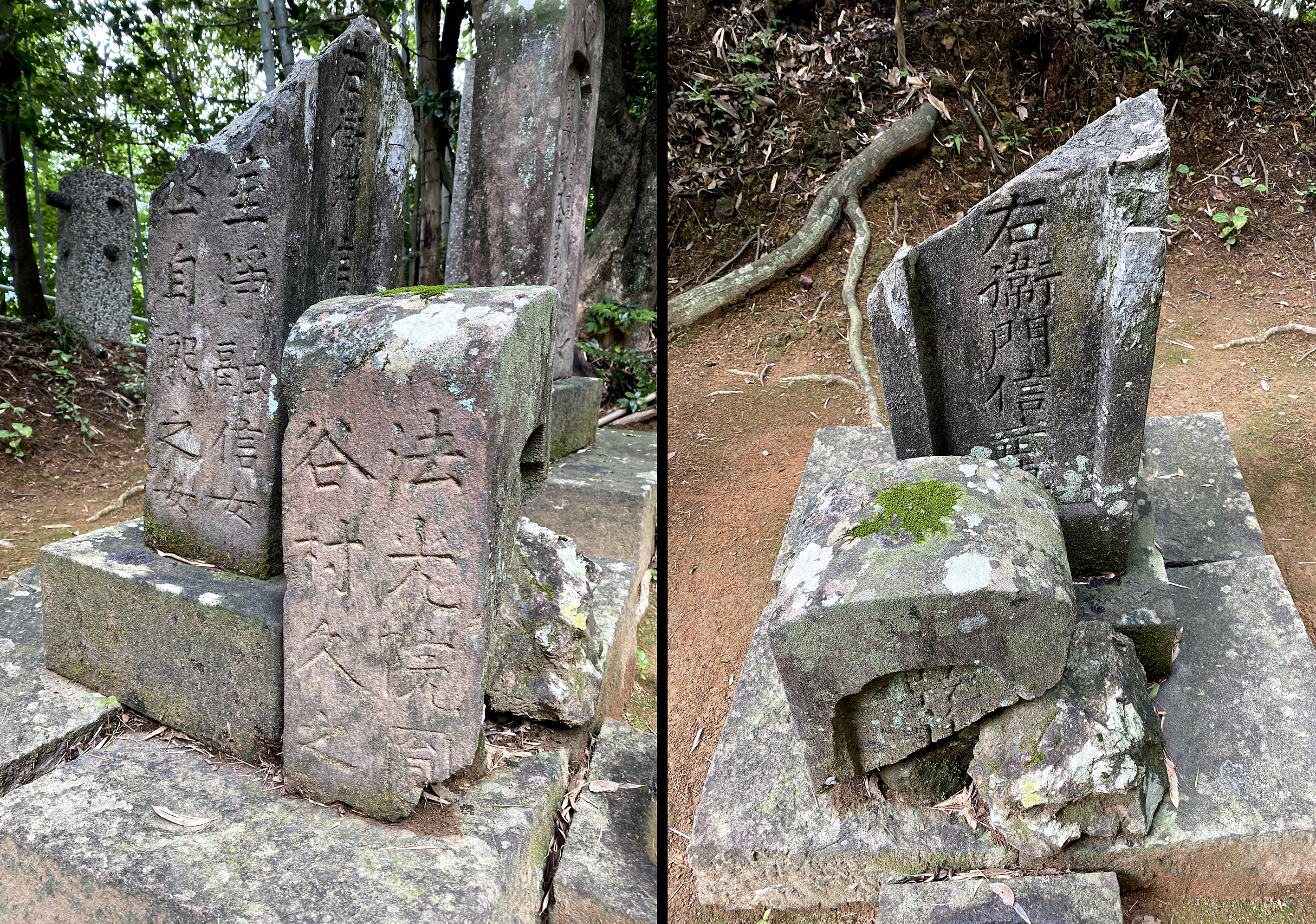
板垣退助の祖母・乾信武妻の墓(高知・板垣山)

- 祖父：谷村自足(藤馬) - 有楽流(織田貞置流)茶人
- 祖母：雨森氏春(九太夫)の長女
  - 父：谷村自貞(酒之丞)
  - 母：尾崎之孚(老之丞)の長女
    - 本人：谷村自熈(久之丞)
    - 妻：祖父江直雄長女 - (死別)
      - 長男：谷村自高(右衛門八)
      - 長女：乾信武(庄右衛門)の妻 - 板垣退助の祖母
      - 次女：中山秀貞[3](覚之丞)の妻

    - 後妻：朝比奈貞雄伯母 - (離別)
      - 二男：谷村自雄(亀之丞)–無双直伝英信流 第15代

    - 後妻：西野友生妹 - (離別)

## 補註
1. 1 2 3 4 5 6 7  『御侍中先祖書系圖牒』旧山内侯爵家蔵
2. 1 2 3  墓石による。
3. ↑  中山秀貞は、乾正清の曾孫。「∴乾正清-中山秀信-中山秀利-中山秀貞」となる。